# SN 2003bu
SN 2003bu – supernowa typu Ic odkryta 11 marca 2003 roku w galaktyce NGC 5393. W momencie odkrycia miała maksymalną jasność 17,50m.